# Саадабад (дворец)

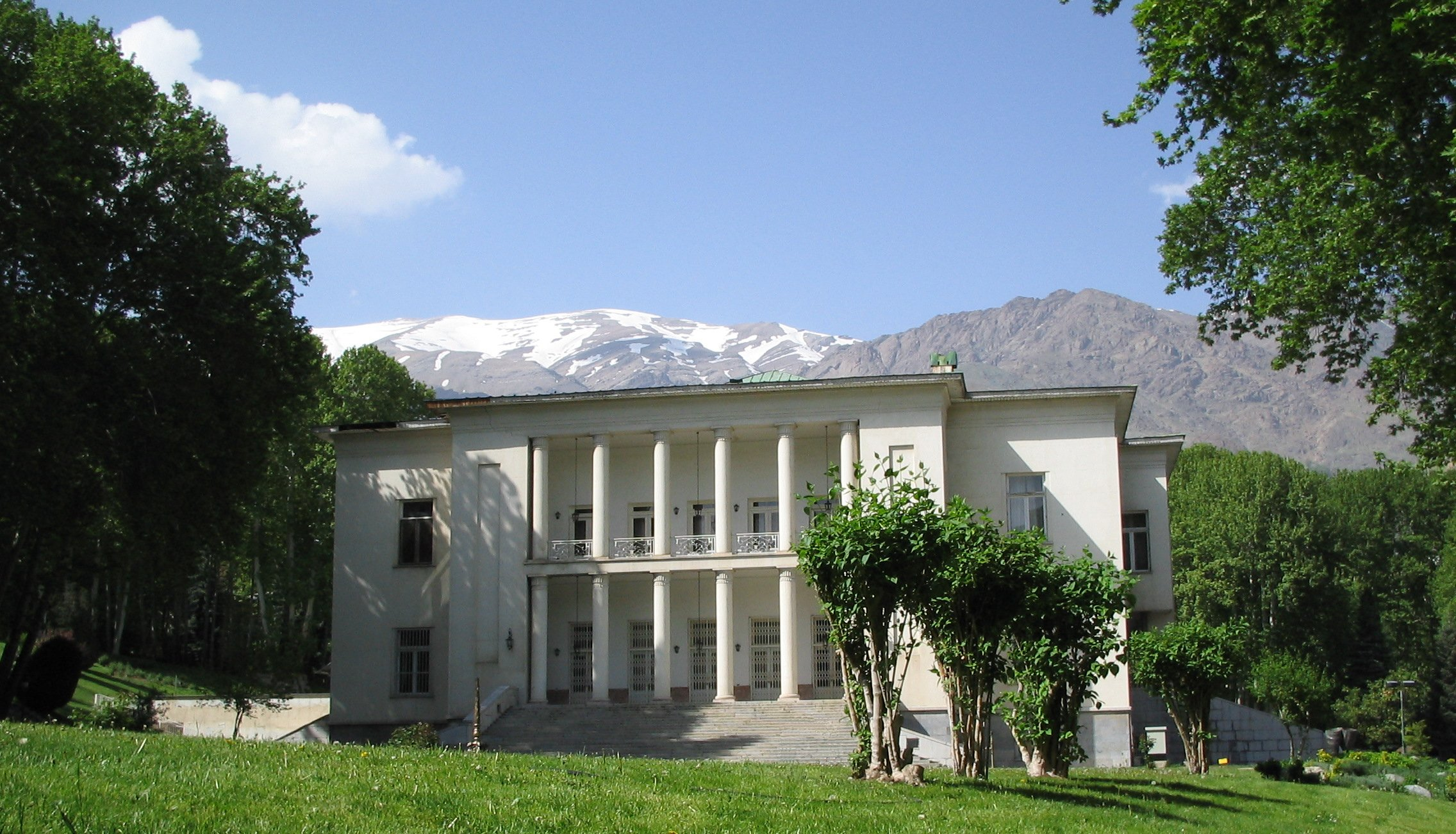
«Белый дворец» в Саадабаде с видом на гору Точал

Саадабад — дворец, находящийся в районе Шемиран г. Тегерана, рядом с комплексом Ниаварана.
Дворцовый комплекс был построен при последних Каджарах в начале XX века. В 1920-е здесь жил шах Реза Пехлеви. В 1970-е в Саадабад переехал его сын, Мохаммед Реза-шах.
Комплекс состоит из нескольких дворцов и павильонов, в некоторых из них размещена Иранская организация культурного наследия. Во дворце Шахрам находится Военный музей, а в других павильонах — Музей воды, Музей изящных искусств, музей Бехзада и другие.
Дворец Матери Шаха закрыт для свободного посещения и используется правительством Ирана как резиденция для глав иностранных держав, прибывающих в Иран с официальным визитом.
8 июля 1937 года во дворце был подписан Саадабадский пакт, официально оформивший создание Ближневосточной Антанты — политического блока четырёх ближневосточных держав: Афганистана, Ирака, Ирана и Турции.
В октябре 2007 года в Саадабаде в рамках Второго Каспийского саммита состоялась встреча президентов России и Ирана Владимира Путина и Махмуда Ахмадинежада.

## Иллюстрации

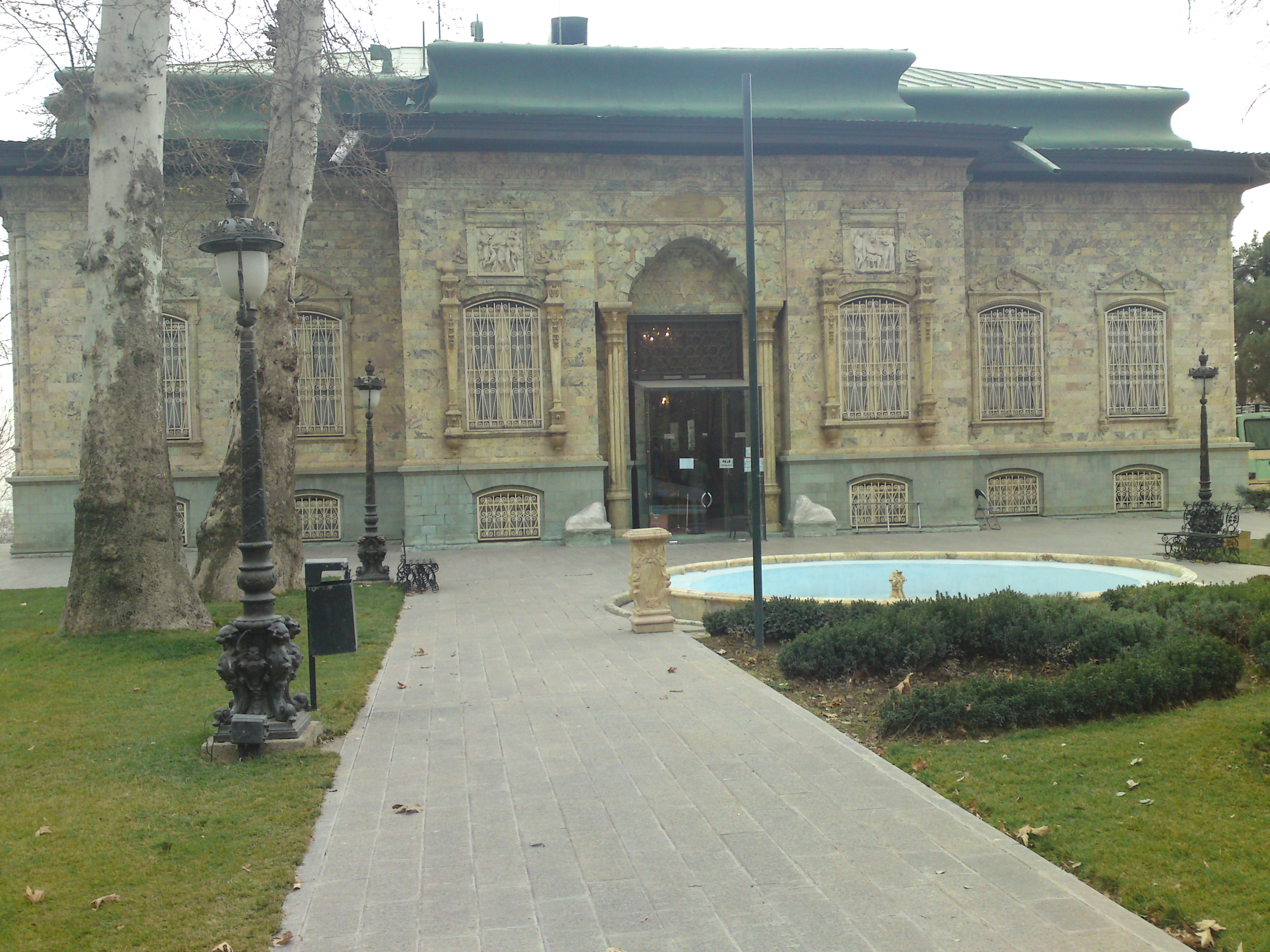
Shahvand Castle (в настоящее время музей)
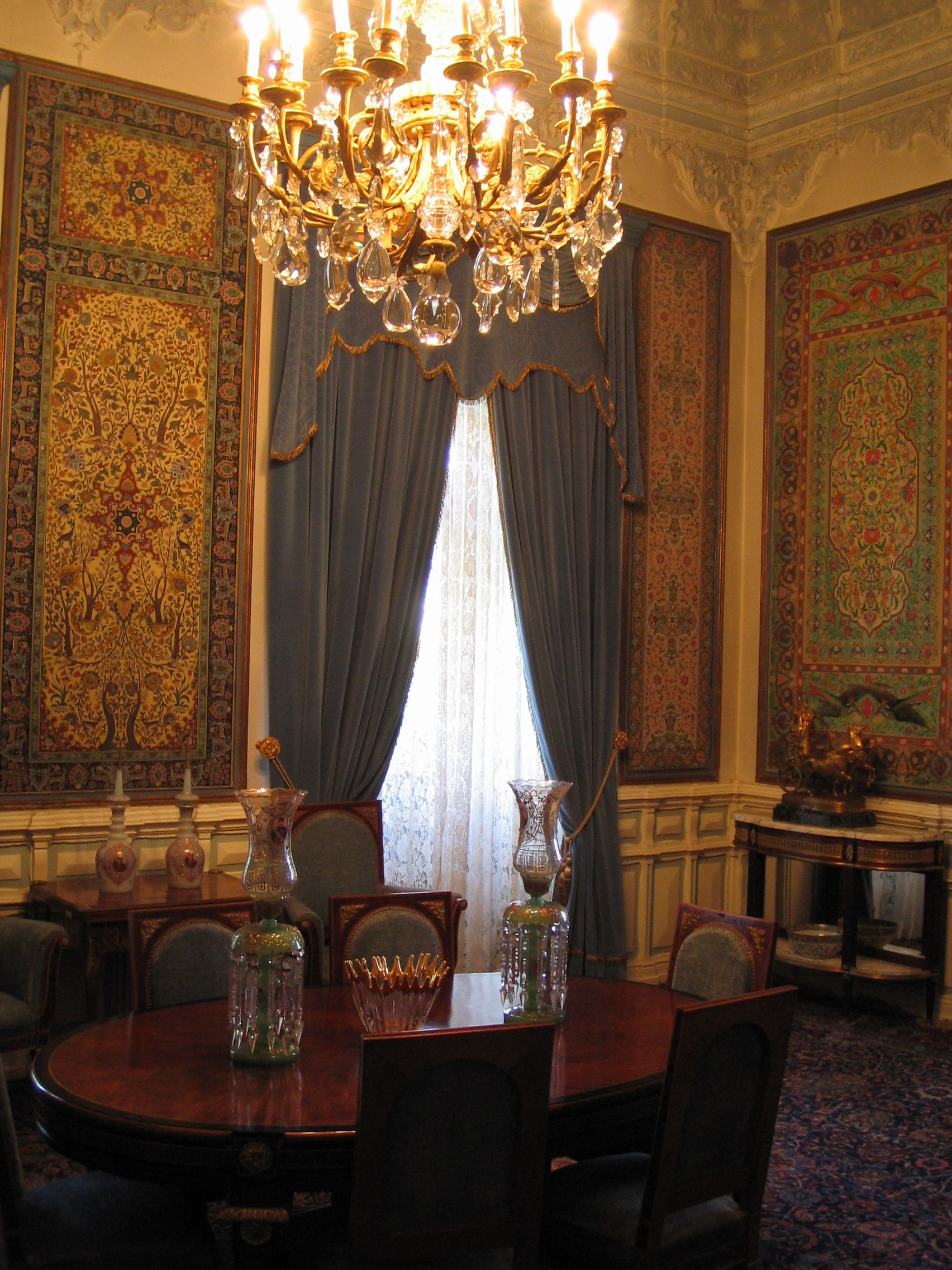
Одна из комнат дворца
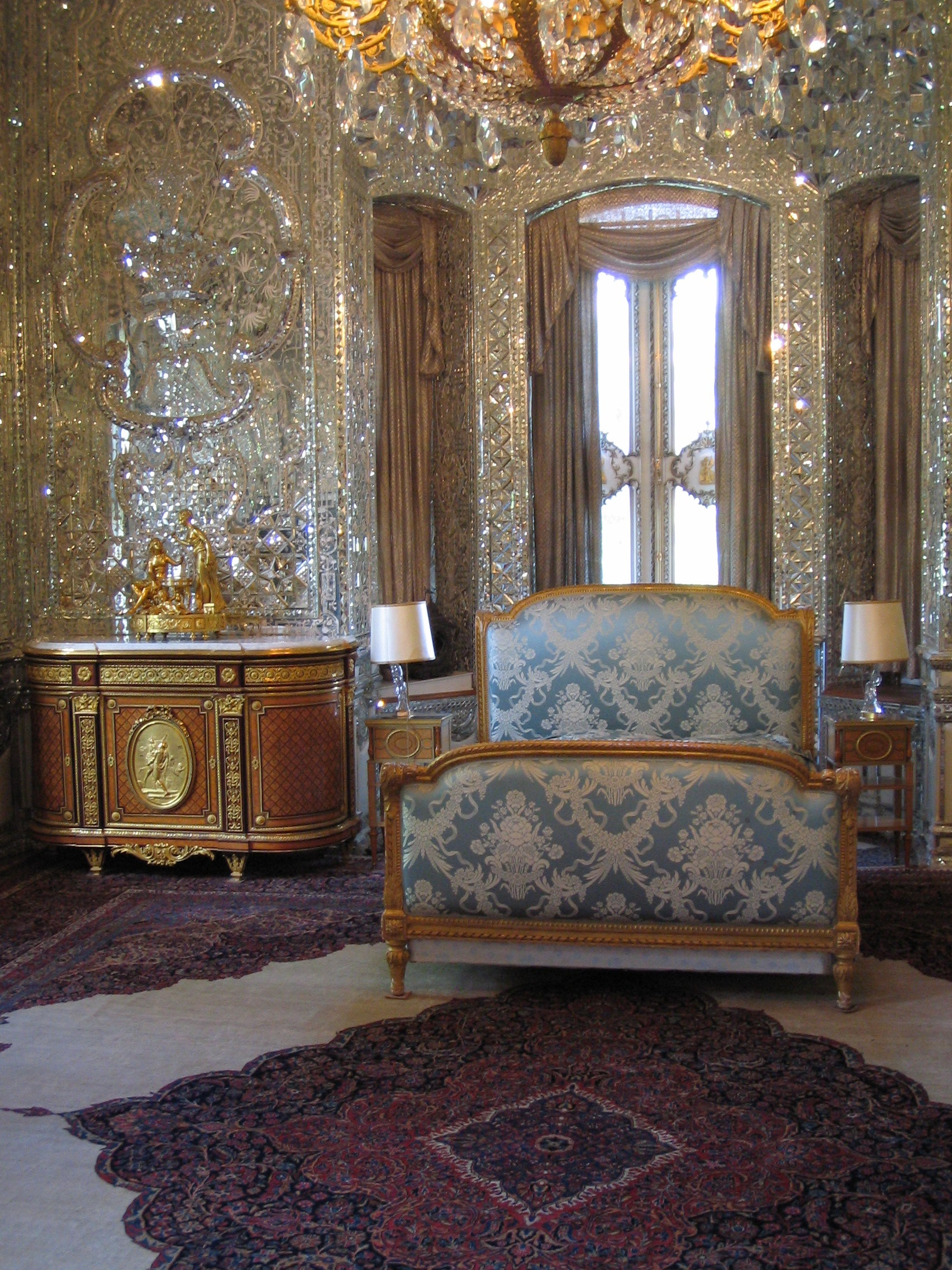
Спальня
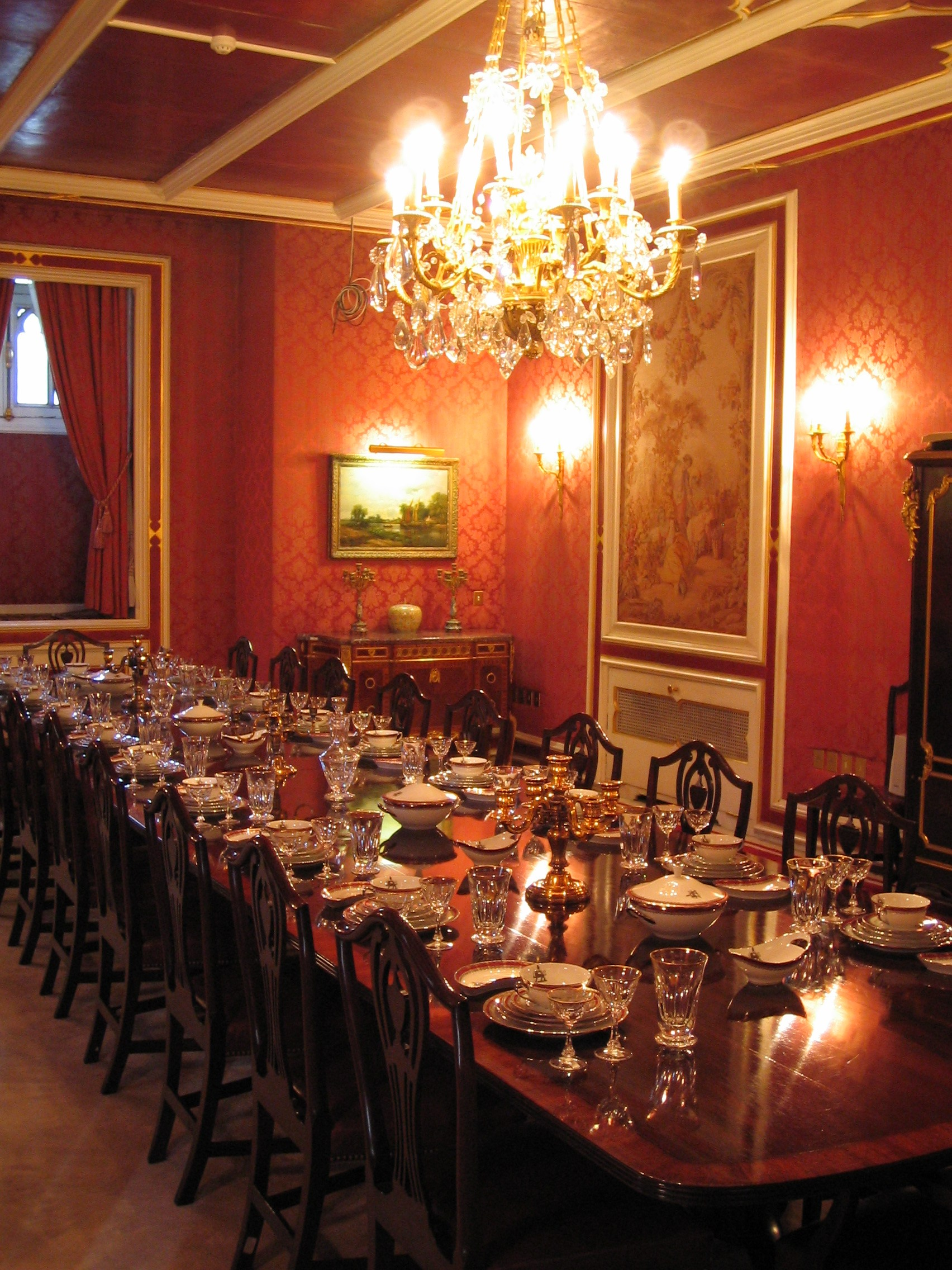
Комната для торжественных обедов
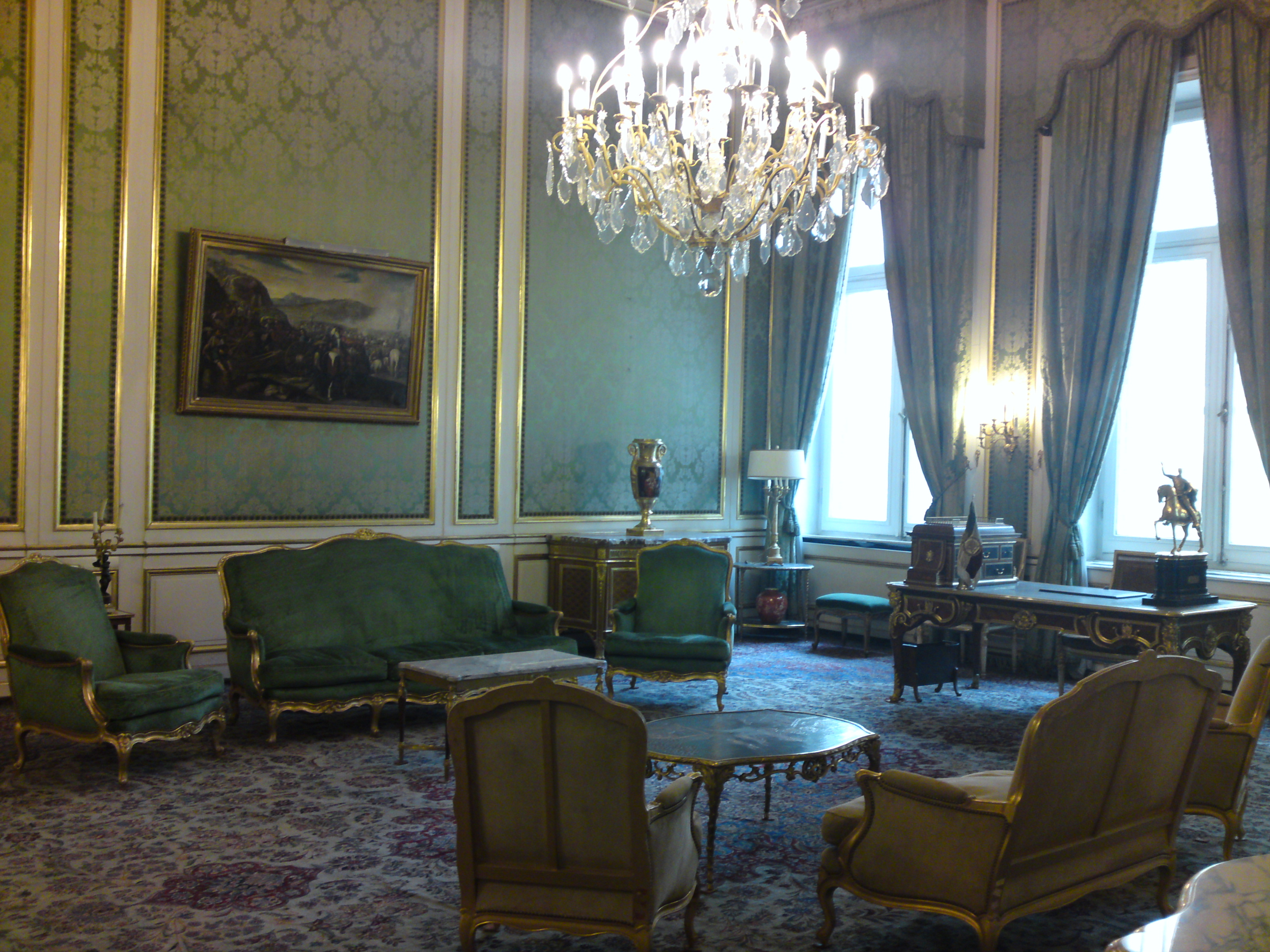
Комната Фараха Пехлави в Белом дворце
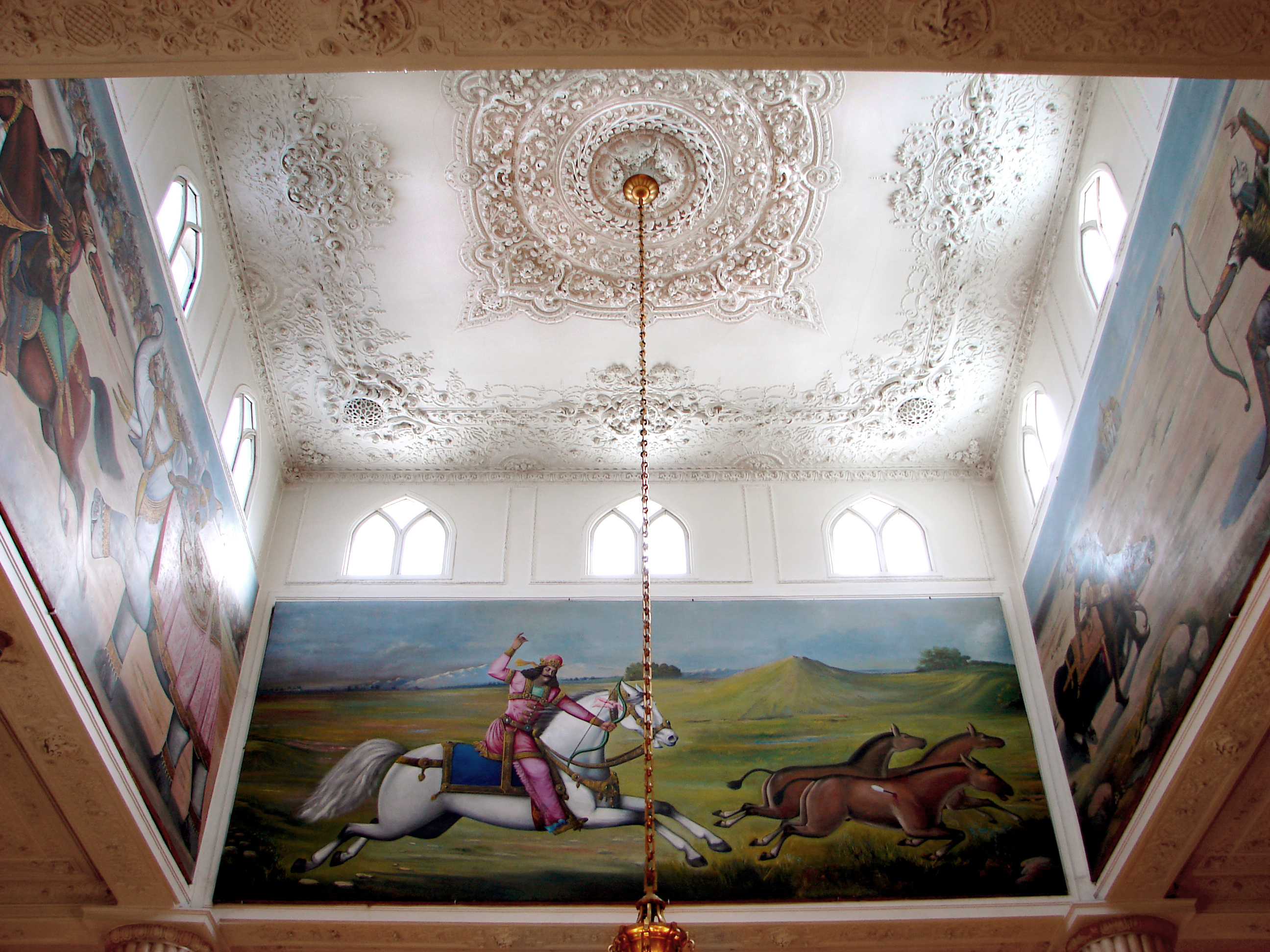
Роспись потолка в Белом дворце
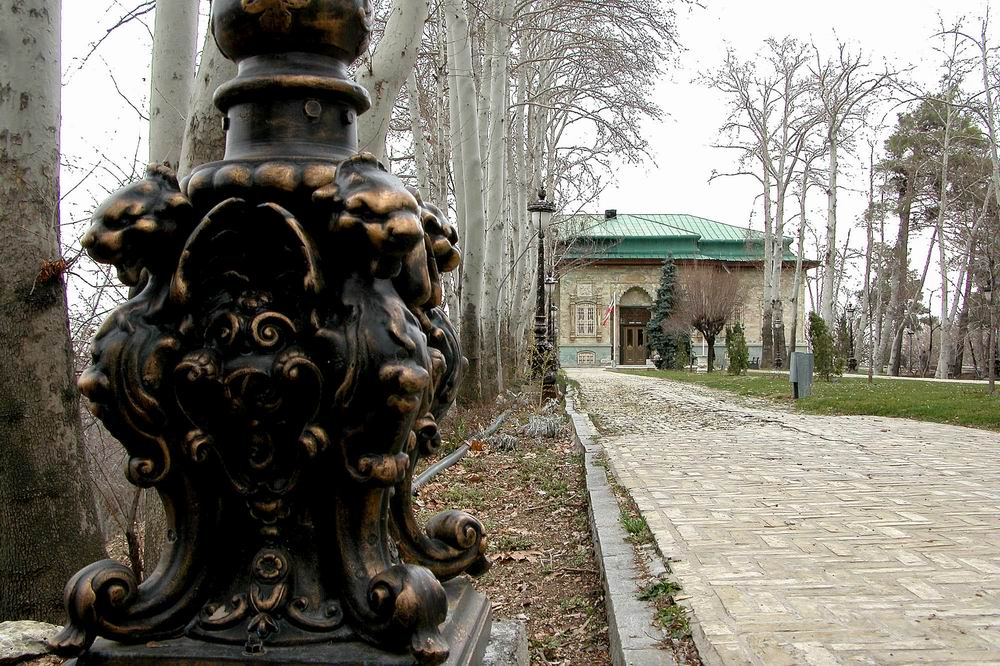
Вид на Зелёный музей
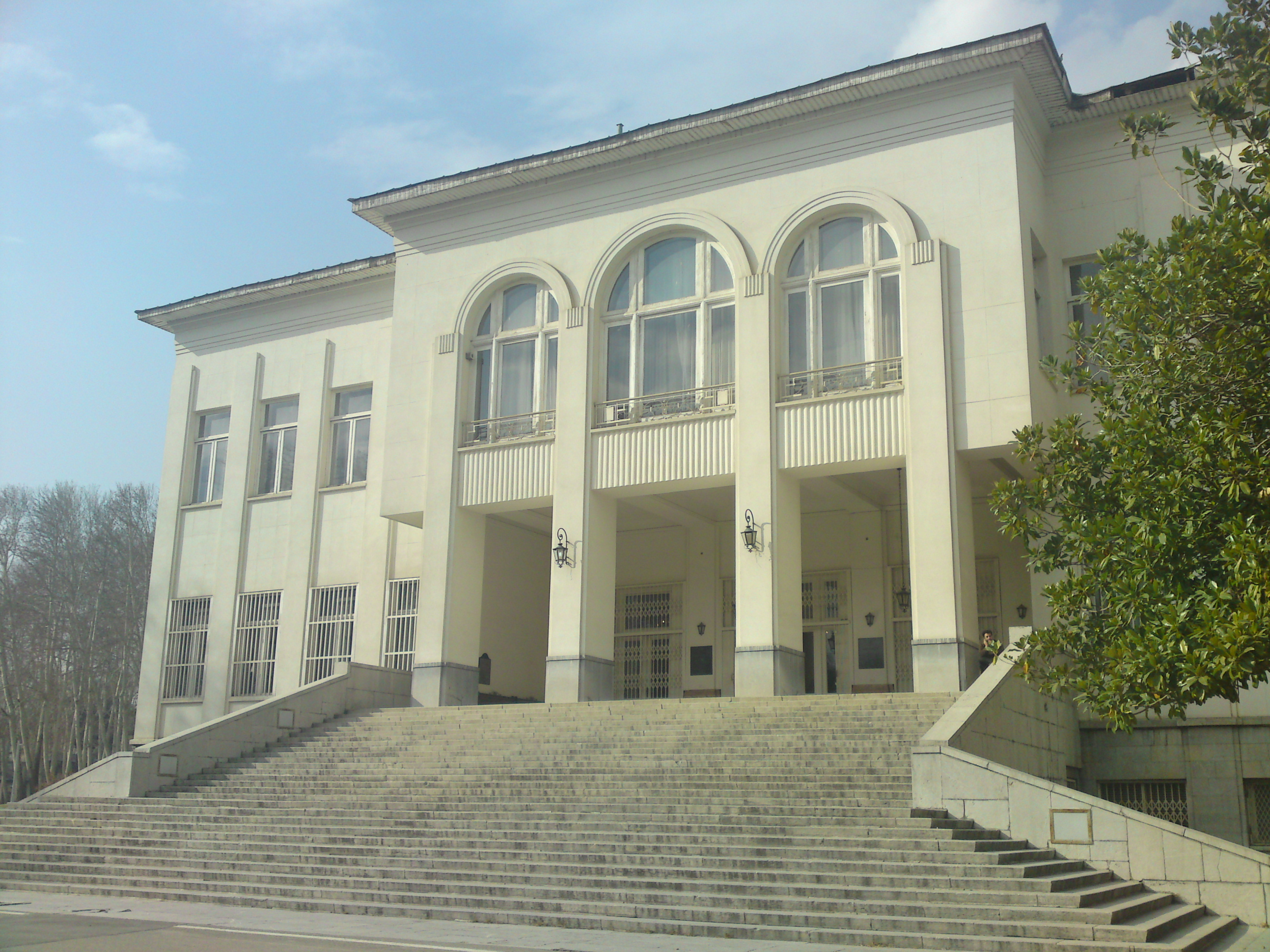
Внешний вид Белого дворца